# Jens Galschiøt

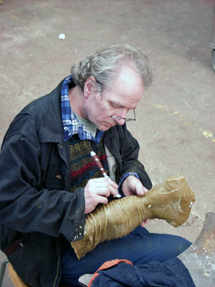
Jens Galschiøt, 2009

Jens Galschiot, (nascido em Frederikssund, Dinamarca, em 4 de junho de 1954), se formou como serralheiro. Ourives especializado em prata e escultor autodidata, possui oficina própria localizada na sua cidade natal desde 1985. Seus ateliês incluem fundição de bronze, oficina e parque de esculturas.
É considerado como um artista muito versátil, ele se move na intersecção entre instalações artísticas e arte urbana,com referências nítidas a esculturas sociais (do inglês, 'social sculptures'), ao simbolismo e ao art nouveau. Seu trabalho é fundamentalmente voltado para o combate às injustiças do mundo, instalando esculturas em locais públicos e praças das maiores cidades do mundo. A maioria das esculturas são feitas de bronze, utilizando seus próprios recursos.
Galschiot se tornou várias vezes conhecido mundialmente com o tema Arte em Defesa do Humanismo (Art in Defense of Humanism – AIDOH), devido às ações em eventos importantes. Durante a Cúpula do Clima de Copenhague, em dezembro de 2009, instalou a escultura 'Survival of the Fattest' (Sobrevivência dos Mais Gordos), ao lado da Pequena Sereia.
O artista também criou instalações de escultura em diversos outros lugares. Entre outras, instalou as esculturas de 22 toneladas intituladas de 'Min Indre Svinehund' (Minha Besta Interior), em 1993 na Europa – considerada como uma forma ilegal de arte de rua. Também instalou a obra 'A Coluna da Infâmia', em Hong Kong, México e no Brasil. Outras obras notáveis são 'A Marcha da Fome' em 2002, 'Em Nome de Deus', em 2006, 'A cor Laranja', em 2008, e 'Fundamentalismo', em 2011 e 2012.
O nome Galschiot provavelmente vem da antiga família nobre da Jutlândia, Galskyt (1325-1601). Existem coincidências entre os brasões das duas famílias, que podem ser vistos na oficina do escultor.

## Obras

### Projetos Importantes e grupos de esculturas
- Cocoon (1992): com quatro metros de altura e doze metros de diâmetro comprimento, a escultura é composta de 22 escudos de aço inoxidável, e expõe rostos de bronze que os atravessam. Foi exibida pela primeira vez na exposição mundial Expo92, em Sevilla, Espanha. [1]

- Minha Besta Interior (1993): esculturas de concreto de 2,3 metros de altura. Vinte e duas esculturas foram instaladas ilegalmente em espaços públicos de cidades europeias por dois dias, como uma manifestação de street art para chamar a atenção sobre a crescente barbárie na Europa. [2]

- O Pequeno Príncipe (1995):

- Elysium, O Templo Oculto (1995): instalação com um total de quinhentos metros quadrados de área que serviu para formar a apresentação de teatro, música e dança.

- A Morte Silenciosa (1995): street art happening onde foram pendurados 750 corpos de bonecas e distribuídas 13 milhões de cédulas falsas durante a Cúpula Social da ONU em Copenhague no ano de 1995.[3]

- A Coluna da Infâmia (1996 até ?): esculturas de oito metros de altura erguidas para realçar um crime. A escultura é formada de figuras humanas torcidas em um obelisco e foi erguida em Hong Kong, no México e no Brasil.

- Jovens em Vidro (1997): três metros e meio de altura e quinze de diâmetro. Uma instalação de arte na Praça da Prefeitura de Copenhague, onde 6 recipientes de vidro cheios de água (como uma forma de balão ou frasco de vidro) contendo 6 corpos de silicone imitando 6 jovens humanos – a instalação media a temperatura do estado mental da juventude em Copenhague.[4][5]

- O Chão é Tóxico(1997): instalação montada em Odense com 2,5 mil cruzes plantadas em uma área de 20 mil metros quadrados. Como uma forma de retrato histórico, 500 alunos de colégio escreveram seu ponto de vista sobre o que eles fariam pessoalmente para combater os problemas ambientais.[6][7]

- A Mensageira (2000): escultura de cobre de cinco metros de altura representando uma mensageira vestida com uma capa ornamentada de displays controlados por um computador ao fundo. Foi o principal trabalho durante a campanha Jubilee 2000 na Dinamarca, e fez também parte das manifestações em ocasião da presença do Banco Mundial em Praga. Foi instalada frente à entrada principal da Cúpula Ambiental em Copenhague (COP15).[8][9]

- Mãos de Pedra (2000): instalação de 2 mil metros quadrados de área representando 3 mil mãos de crianças em concreto. Colaboração com Amnesty International sobre o tema de crianças–soldado.[10][11]

- A Décima Praga (2001): performance de arte com milhares de cédulas de um dólar, autênticas, coladas em dez telas de 2m x1m e pintadas com sangue humano. Protesto, em colaboração com a organização Médicos sem Fronteiras, contra o processo acionado pela indústria da medicina contra a África do Sul referente a produção de  remédios genéricos.[12][13]

- O Silêncio Extremo (2001): Cenário de 12m x 6m de cobre e madeira, fabricado para uma peça do grupo Teatro Brutalia e do instrutor Jonathan Paul Cook sobre Ted Kazcynski, conhecido como o Una Bomber, condenado a prisão perpétua por uma série de atentados a bomba. O cenário está agora sendo usado como palco nos ateliês de Galschiot.[14][15]

- Liberdade de Poluição (2002): versão fumante da Estátua da Liberade com seis metros de altura. A obra criou um diálogo sobre a noção de liberdade do Mundo Ocidental. Foi usada em manifestações ambientais na Dinamarca, em Luxamburgo, na cidade de Rostock, na Suécia etc. [16][17]

- A Sobrevivência dos Mais Gordos (2002): escultura de cobre de três metros de altura, representando uma adiposa figura feminina (Justitia) sentada nas costas de um homem faminto.

- A Marcha da Fome(2002): instalação de esculturas de cobre com 1,7 m de altura, constituida de 27 meninos famintos. As esculturas participaram de manifestações e exposições em vários lugares do mundo.

- O Pesadelo (2002): performance e instalação de arte de 20m x 20m com centenas de esculturas, entre outras ”Lobos de Fenris” que cospiam bolas de fogo de 8 metros, inspiradas pelo arquiteto de Estado de Hitler, Albert Speer, e pelo discurso de Martin Luther King”I have a dream”. Concebida no Festival de Roskilde em 2005 e em diferentes lugares na Dinamarca. [18][19]

- O Poço do Narrador (2005): grande escultura de H.C. Andersen, instalada na praça da prefeitura de Odense de 2005 a 2011. A escultura foi afogada no porto de Odense em 2011 durante uma marcha de protesto contra o município de Odense. [20][21]

- Doença da Vaca Louca (2005): instalação de arte mostrando uma balança de doze metros de altura com uma vaca empalhada em um prato e meninos famintos no outro. Foi exibida na praça da prefeitura de Copenhague e durante o encontro WTO em Hong Kong. [22][23]

- Bezerro de Ouro (2005): escultura da cobre de oito metros de altura coberta com folhas de ouro de 24 quilates representando um bezerro de ouro. Exibida em Gent na Bélgica e instalada de forma permanente na praça da prefeitura de Fredericia, na Dinamarca. [24][25]

- Vida de Criança ano 2005, A menina dos Fósforos (2005): dez esculturas de uma menina de aproximadamente 9 anos carregando fósforos e um celular[30] , [31]

- Em nome de Deus (2006): instalação de esculturas de cobre, composta por uma série de construções de escultura de uma adolescente grávida crucificada.

- A cor Laranja(2008): um projeto de arte onde a cor laranja foi usada para sinalizar  as violações de Direitos Humanos durante as Olimpíadas de 2008 na China.

- Sete Metros (2009): uma grande série de instalações artísticas em relação à Cúpula Ambiental Cop 15 em Copenhague. Uma corrente de luz longa de 24 quilômetros, composta de lâmpadas vermelhas piscando a 7 metros de altura por toda cidade de Copenhague e em volta do centro de conferências Bella Center. O projeto foi apoiado pelo Ministério de Relações Exteriores. [26][27]

- O Fim dos Sem Teto(2010 - 2013): treze esculturas de cobre representando pessoas sem teto em proporções humanas. Foram exibidas em turnê na Inglaterra, Irlanda, Itália, Portugal, Hungria, Romênia, Noruega e Dinamarca. Também foram expostas no Parlamento Europeu. Em colaboração com projekt udenfor (projeto de fora) e Fiantsa. [28][29]

- O Barco de Refugiados M/S ANTON (2010 - 2013): uma instalação de esculturas flutuante com 70 peças de cobre representando refugiados instalados na velha traineira M/S ANTON. Esteve em turnê em várias cidades litorâneas da Dinamarca e estará em turnê na Escandinavia em 2013. Em colaboração com levende hav (mar vivo). [30][31]

- Ato de Balanço (2005-2015): esculturas de cobre de até três metros de altura balançando sobre estacas de entre seis e quinze metros de altura. Símbolo dos dez anos da ONU ”para educação e sustentabilidade” (UBU). Foram expostas no Kenya, na Índia, na Noruega, na Suécia, na Finlândia e na Dinamarca. Quatro das maiores foram expostas na praça Christiansborgsplads em frente ao Parlamento da Dinamarca entre 2009 e 2012. .[32][33]

- Fundamentalismo(2011- 2012): cobre de quatro metros de altura e nove de comprimento. Instalação de escultura composta de livros religiosos formando a palavra ”FUNDAMENTALISMO”.

- Rio+20 (2012): um desfile de esculturas com três réplicas da Estátua da Liberdade, uma com seis metros de altura e outras duas menores, dez refugiados do M/S Anton, as esculturas Em Nome de Deus, a Coluna da Infâmia e outras. Em conjunto elas formam uma base no acampamento dinamarquês durante a Rio+20 no Parque do Flamengo, Rio de Janeiro. Serão diariamente transmitidas reportagens para redes dinamarquesas e internacionais de televisão sobre a Cúpula Ambiental.

## Filme
Existem várias coleções de documentários sobre os eventos artísticos e as obras do Galschiot. Podem ser vistos em:
- Youtube Galschiøt/ lista de reprodução: aproximadamente 168 filmes. [34]

- Google pesquisa de video: 990 filmes e pequenos recortes da internet. [35]

- OSRTV.dk: o produtor de filme Niller Madsen assumiu o papel de documentarista dos happenings de Galschiot e está por trás de vários filmes profissionais sobre o escultor.,[36]

- Aidoh.dk: vinte e um filmes de qualidade em dinamarquês, inglês e espanhol. [37]

## Livros
- Eu acuso (publicação da editora AIDOH.dk , Isbn nr 87-990178-0-6 ). O autor e artista crítico Erik Meistrup escreveu o livro Jeg Anklager (Eu acuso) sobre Galschiot, em comemoração do seu aniversário de cinquenta anos. O livro é uma análise histórica da arte de Galschiot, que também contém uma revisão das obras do artista, biografias, sem contar uma grande quantidade de fotos. Está esgotado na editora, mas pode ser baixado gratuitamente como livro eletrônico.[38]

- Galschiot, um retrato (2012). Um retrato atualizado do artista em inglês, com um mapa e uma revisão acessível das obras dos últimos trinta anos, listagem de exposições etc. Pode ser baixado gratuitamente como livro eletrônico.[39]

- Galschiot, resumo biográfico. Uma pequena biografia com fotos do período que vai desde seu nascimento, em Frederikssund, 1954, até o ano de 2004. Pode ser baixado gratuitamente como livro eletrônico.[40]